# Конрад VI (Тюбинген-Лихтенек)
Конрад VI фон Тюбинген-Лихтенек (на немски: Konrad VI Graf von Tübingen-Lichteneck; † 24 юни 1600) е граф на Тюбинген и господар на замък Лихтенек при Кенцинген в Баден-Вюртемберг.

## Произход
Той е вторият син на граф Георг II фон Тюбинген-Лихтенек († 7 февруари 1570, при пожара на заговезни в дворец Валденбург) и съпругата му графиня Валпургис фон Ербах († 1592), дъщеря на граф Еберард XII фон Ербах († 1564) и вилд и райнграфиня Маргарета фон Даун († 1576). Внук е на граф Конрад IV (IV) фон Тюбинген-Лихтенек († 1569) и вероятно на втората му съпруга Катарина фон Валдбург цу Волфег-Цайл († 1575). Брат е на Еберхард фон Тюбинген-Лихтенек († 1608), Алвиг († 1592), Херман († 1591/1585) и Георг IV фон Тюбинген-Лихтенек († 1591).

## Деца
Конрад VI фон Тюбинген-Лихтенек има с неизвестна по име жена един син:
- Йохан Георг фон Тюбинген (* 1594; † 3 ноември 1667, Тюбинген), граф на Тюбинген, женен I. за Мария фон Ентцлин (* 10 юни 1593, Тюбинген; † 1662), II. (1624) за Анастасия фон Лайнинген-Вестербург